# Сценски фотограф
Сценски фотограф је фотограф одговаран за снимање фотографија током снимања филма. Сценски фотограф ствара статичне фотографије посебно намењене употреби у маркетингу и промоцији играних филмова у филмској индустрији и продукцији телевизијских мрежа.
Поред тога што креира фотографије намењене промоцији филма, он такође доприноси процесу снимања тако што прави кадрове са сета. При томе, он пажљиво бележи све детаље глумаца, изгледа сета, акцију, и опште кадрове продукције, укључујући продуцента и редитеља.

## Употреба сценске фотографије
Због њиховог релативно ниског квалитета, као сценске фотографије није практично користити појединачне кадрове из филма или снимљеног видео материјала. С, обзиром да се између осталог, користе и за промоцију филма, сценске фотографије морају бити високе резолуције да би се коритиле за постере за биоскопска издања, илустрације ДВД кутија, фотографије са званичних веб страница, билборде, рекламе за аутобуске станице, дисплеје на продајним местима, уметничке сетове слика објављених у штампи и медијима, и друге штампане и онлајн публикације.
Поред тога, фотографи на сцени су одговорни за стварање материјала који се користе у филму, као што су форензичке фотографије, возачке дозволе, пасоши и личне карте, породичне фотографије и било какве друге слике које су потребне за снимање филма.

## Познати сценски фотографи
Корнел Лукас (енгл. Cornel Lucas), пионир сценског фотографисања у 1940-им и 1950-им годинама, био је први фотограф који је 1998. године добио BAFTA награду за рад у британској филмској индустрији.
Стивен Вон (енгл. Stephen Vaughan) радио је за највеће редитеље Холивуда још од 1978. године. Заслужан је за фотографисање преко 60 веома познатих филмова. Неки од њих су "Истребљивач", "Кишни човек", "Пирати са Кариба", "Мрачни витез", "Господин и госпођа Смит", "Немогућа мисија", "Човек у пламену" и многи други.
Од српских личности издваја се Зоран Р. Вујовић који је од 1980. године радио у Унион филму као сценски фотограф, као и Владимир Бенчић који је направио многобројне сценске фотографије за Народно позориште у Београду.